# Tenuiphantes zebra
Tenuiphantes zebra là một loài nhện trong họ Linyphiidae.
Loài này thuộc chi Tenuiphantes. Tenuiphantes zebra được James Henry Emerton miêu tả năm 1882.